# The Adventures of Brer Rabbit
The Adventures of Brer Rabbit és el títol d'un llibre una obra, i una pel·lícula inspirada per les històries de l'Oncle Remus. El nom del personatge central és Br'er Rabbit, però en el títol es simplifica com "Brer." La pel·lícula també té la distinció de ser la segona pel·lícula en ser estrenada per la Universal StudiosEstudis sota el nom de la Universal Animation Studios

## Llibre
El títol complet del llibre és Tales of Uncle Remus: The Adventures of Brer Rabbit i va ser escrita per Julius Lester, i il·lustrat per Jerry Pinkney. Lester va rebre el Coretta Scott King Award el 1988 per aquest treball.

## Obra
Una obra d'un acte titulada The Adventures of Brer Rabbit' va ser escrit per Gayle Cornelison. L'obra es va estrenar el 1977 al California Theatre Center a Sunnyvale, Califòrnia, i es va representar allà durant més de 20 anys.

## Pel·lícula
Tot i que els personatges de la història s'havien descrit a la pel·lícula de la Disney de 1946  Song of the South , no va ser una adaptació exacta del llibre. La pel·lícula va sortir directament en vídeo el 2006, i va ser descrita pel Washington Times com influenciada pel hip-hop i va ser nominada com a millor cinta d'entreteniment Annie Award.
És la segona pel·lícula produïda per la Universal Animation Studios

### Veus
- Monica Allison... Julie (veu)
- Wayne Brady... Brer Wolf (veu)
- Rhyon Nicole Brown... Janey (veu)
- Nick Cannon... Brer Rabbit (veu)[9]
- Michael Ferdie ... Ninja #1 (veu)
- Danny Glover... Brer Turtle (veu)[3]
- Dorian Harewood... Mr. Man (veu)
- D.L. Hughley... Brer Fox (veu)[10]
- Jeff Kushner... Ninja #2 (veu)
- Phil LaMarr... Brer Gator (veu)
- Dawnn Lewis... Mom (veu)
- Quinton Madina ... Lester (veu)
- Deborah Speck ... Momma Mouse (veu)
- Wanda Sykes... Sister Moon (veu)[11]
- Gary Anthony Williams... Brer Bear (veu)
- Debra Wilson... Sister Buzzard (veu)